# Akasaka-mitsuke (métro de Tokyo)
Akasaka-Mitsuke (赤坂見附駅, Akasaka-mitsuke-eki) est une station du métro de Tokyo sur les lignes Ginza et Marunouchi dans l'arrondissement de Minato à Tokyo. Elle est exploitée par le Tokyo Metro.

## Situation sur le réseau
La station Akasaka-Mitsuke est située au point kilométrique (PK) 4,0 de la ligne Ginza et au PK 11,8 de la ligne Marunouchi.

## Histoire
La station a été inaugurée le 18 novembre 1938 sur la future ligne Ginza. La ligne Marunouchi dessert la station depuis le 15 mars 1959. 

## Services aux voyageurs

### Accès et accueil
La station est ouverte tous les jours. Elle se compose de 2 quais centraux superposés, chacun desservis par une voie de la ligne Ginza et une voie de la ligne Marunouchi. 
En moyenne, 113 625 voyageurs ont fréquenté quotidiennement la station en 2015.

### Desserte
- Ligne Ginza :
  - voie 1 : direction Shibuya
  - voie 3 : direction Asakusa
- Ligne Marunouchi :
  - voie 2 : direction Ogikubo
  - voie 4 : direction Ikebukuro

Plan des voies
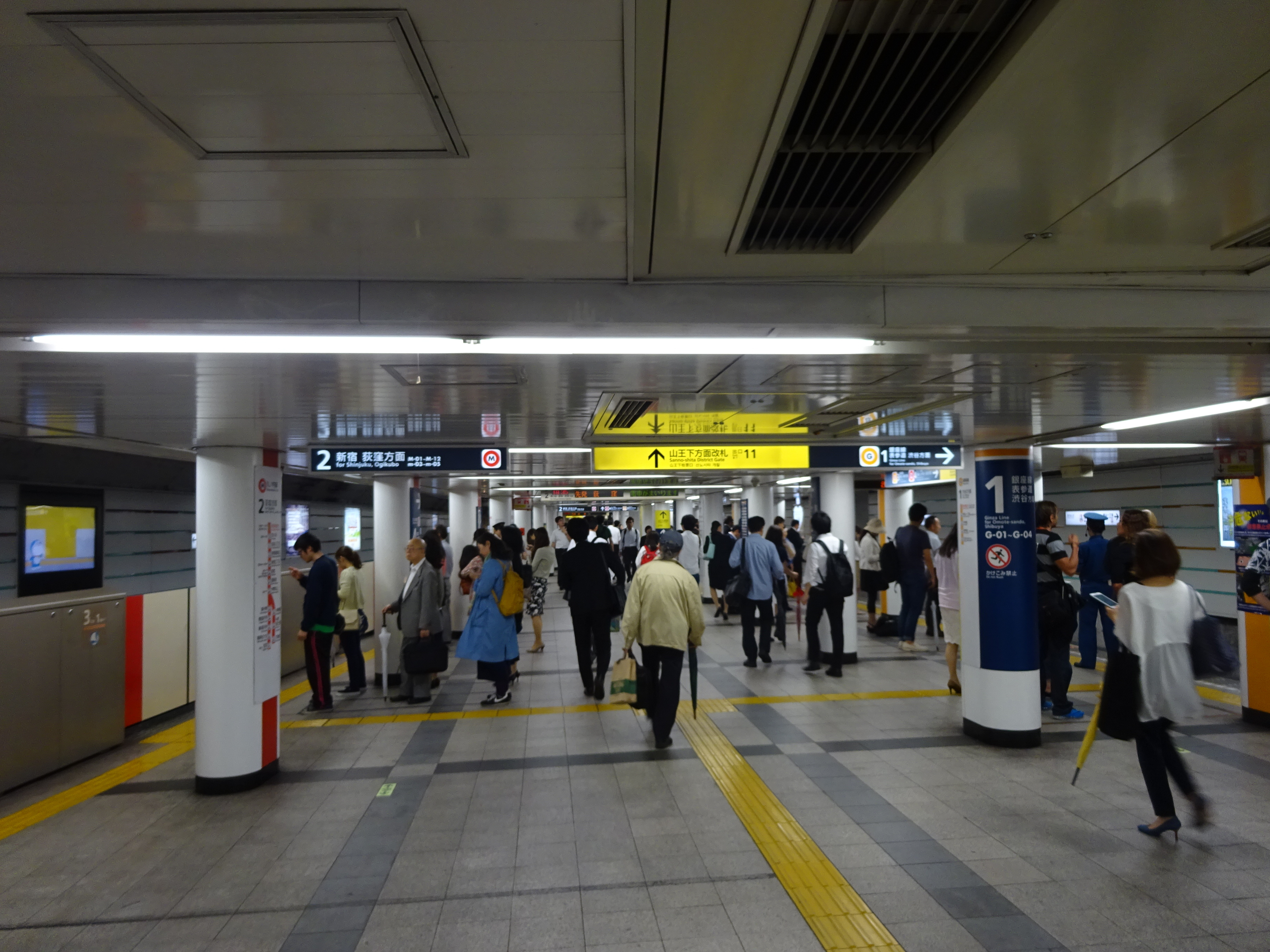
Quai commun aux lignes Ginza (à droite) et Marunouchi (à gauche)
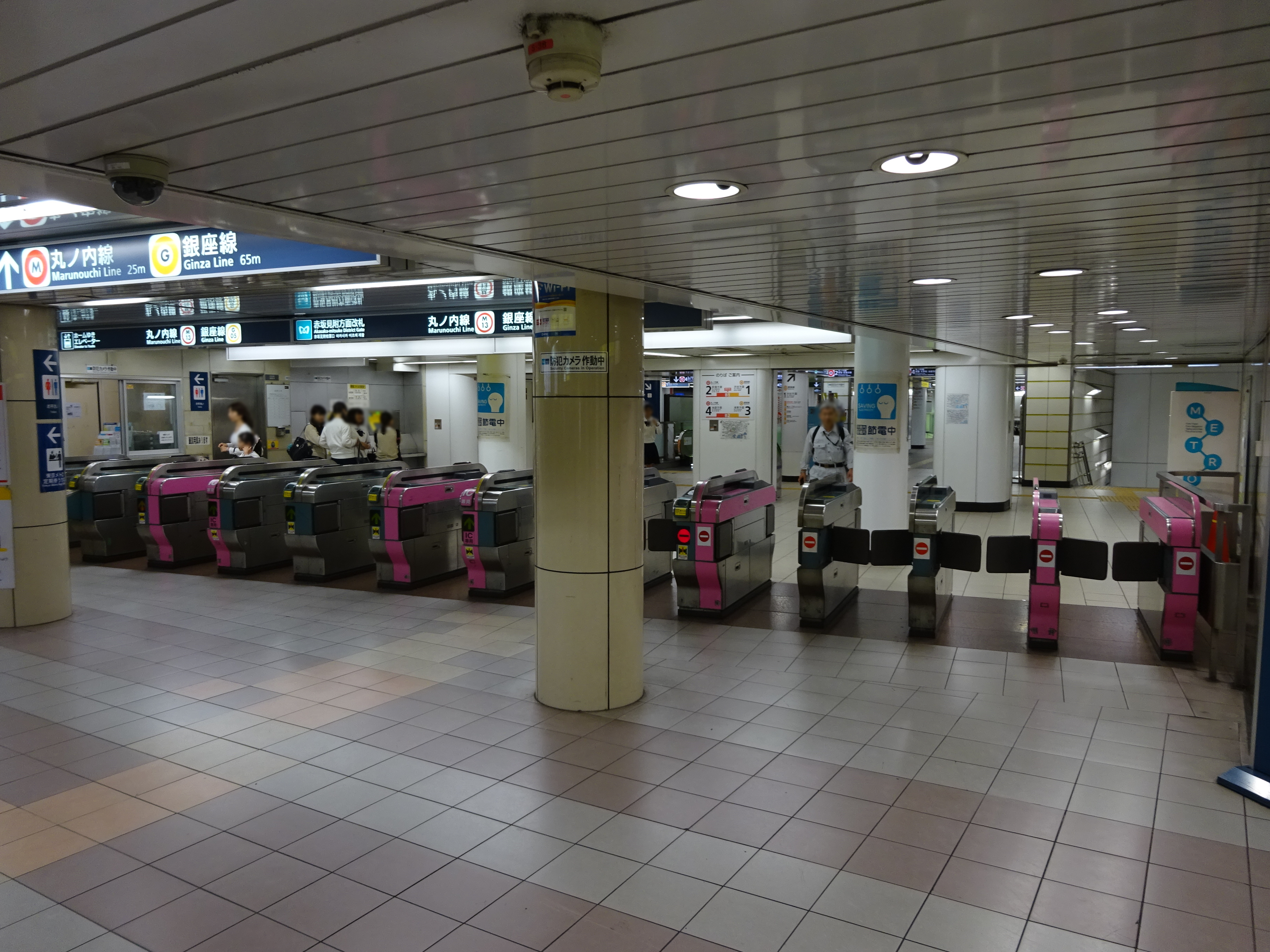
Ligne de contrôle

### Intermodalité
Akasaka-Mitsuke se trouve à proximité de Nagatachō, et les deux stations sont reliées par un couloir de correspondance. 

## À proximité
- Palais d'Akasaka
- Grand Prince Hotel Akasaka